# Ludwig Anschütz (Schauspieler)
Ludwig Anschütz (* 29. März 1902 in Oberhausen; † 25. Mai 1985 in Stuttgart) war ein deutscher Schauspieler und Hörspielsprecher.

## Leben und Wirken
Anschütz studierte vier Semester Germanistik und nahm anschließend Schauspielunterricht in Weimar. Seinen Einstand gab er in Saarbrücken, danach führten ihn Verpflichtungen nach Kassel, Kiel, Leipzig, Baden-Baden, Hannover. 1956 ging er für mehrere Jahrzehnte an das Württembergische Staatstheater nach Stuttgart, wo Anschütz den Rest seines Lebens verbrachte. Dort wurde er auch zum Staatsschauspieler ernannt. Zeitgleich konnte man ihn in den folgenden zwei Jahrzehnten in einer Reihe von Fernsehfilmen sehen, die überwiegend im Auftrag des Süddeutschen Rundfunks entstanden. Weitaus häufiger war er in Hörspielen als Sprecher in großen und kleineren Rollen zu hören, auch hier vorwiegend im Südwesten unseres Landes. Von aristokratischer und würdevoller Ausstrahlung, verkörperte Ludwig Anschütz zumeist hochherrschaftliche Persönlichkeiten und mächtige Honoratioren wie einen Kommerzienrat, einen Bischof, einen Lord sowie mehrere Doktores und Professoren.

## Auszeichnung
- 1982: Bundesverdienstkreuz am Bande
- 1985: Verdienstmedaille des Landes Baden-Württemberg[1]

## Filmografie
- 1956: Jeanne oder Die Lerche
- 1958: Besuch aus der Zone
- 1963: Dantons Tod
- 1963: Man kann nie wissen
- 1964: Die Geschichte von Joel Brand
- 1965: Der Mitbürger
- 1966: Der Richter von London
- 1966: Wilhelm Tell
- 1966: Moral
- 1967: Der Prozeß der Jeanne d’Arc zu Rouen 1431
- 1967: Verräter (TV-Dreiteiler)
- 1968: Wunderliche Geschichten – Die Stimme im Glas
- 1969: Der Kampf um den Reigen
- 1972: Jugend einer Studienrätin
- 1974: Der Scheingemahl

## Hörspiele (Auswahl)
- 1946: Klabund: Der Kreidekreis – Regie: Cay Dietrich Voss
- 1947: Heinrich Mann: Die herrlichen Zeiten – Bearbeitung und Regie: Alfred Prugel
- 1948: Herbert Kurzbach: Der arme Rebell – Regie: Rudolf Hahn
- 1948: Bertolt Brecht: Furcht und Elend des Dritten Reiches – Regie: Carl Nagel
- 1949: Georg Kaiser: Der Soldat Tanaka – Regie: Albert Fischl
- 1949: Johann Wolfgang von Goethe: Iphigenie auf Tauris – Regie: Carl Nagel
- 1949: Gerhart Hauptmann: Die Weber – Regie: Werner Wieland
- 1950: Friedrich Schiller: Wilhelm Tell – Regie: Carl Nagel
- 1950: Gerhard W. Menzel: Der Ruhm Frankreichs – Regie: Carl Nagel
- 1950: Howard Melvin: Eine kleine amerikanische Stadt – Regie: Carl Nagel
- 1951: Pierre Augustin Caron de Beaumarchais: Der tolle Tag oder Die Hochzeit des Figaro – Regie: Werner Wieland
- 1951: Clifford Odets: Das große Messer – Regie: Gert Westphal
- 1951: Georg Kaiser: Nebeneinander – Bearbeitung und Regie: Hans Rothe
- 1951: Fritz Hochwälder: Herr Richter, das ist mein Kind! – Regie: Heinz Schimmelpfennig
- 1952: Walther von Hollander: Dunkle Wünsche – Regie: Karl Peter Biltz
- 1952: Friedrich Dürrenmatt: Der Prozeß um des Esels Schatten – Regie: Karl Peter Biltz
- 1952: Carl Dietrich Carls: Der Fall Axel Petersen – Regie: Gerd Beermann
- 1953: Nikolai Semjonowitsch Leskow: Der Mensch im Schilderhaus – Regie: Heinrich Koch
- 1953: Nikolaj Gogol: Die Brautschau – Regie: Jöns Andersson
- 1953: Felix Timmermans: Schreib weiter, Melone – Bearbeitung und Regie: Cay Dietrich Voss
- 1953: Gustav Albert Mulach: Das letzte Haus an der Straße – Regie: Hans Rosenhauer
- 1954: Erich Kästner: Drei Männer im Schnee – Bearbeitung und Regie: Heinrich Koch
- 1954: Heinz Piontek: Licht über der Küste. Eine Funkballade – Regie: Carl Nagel
- 1954: Ernst Schnabel: Lindbergh-Flug. Dokument und Dichtung vom Fliegen – Regie: Ernst Drolinvaux
- 1955: Siegfried Lenz: Die Fischer von Jinjaboa. Funknovelle – Regie: Hans Rosenhauer
- 1955: Hans-Ulrich Engel: Vom deutschen Osten: Heinrich von Kleist – Regie: Heinrich Koch
- 1955: William Shakespeare: Die Ballade vom Prinzen Arthur – Übersetzung, Bearbeitung und Regie: Hans Rothe
- 1956: Jean Giraudoux: Judith – Bearbeitung und Regie: Oswald Döpke
- 1956: Lutz Neuhaus, Karl Viktor: Atalanta – Regie: Carl Nagel
- 1956: Eduard Mörike: Mozart auf der Reise nach Prag – Regie: Carl Nagel
- 1957: Hermann Stahl: Der Doppelgänger – Regie: Walter Knaus
- 1957: Ennio Flaiano: Frevel in Äthiopien – Regie: Cläre Schimmel
- 1957: Hans José Rehfisch: Strafsache Dr. Helbig – Regie: Cläre Schimmel
- 1957: Lisa-Marie Blum: Das Sternbild der Zwillinge – Regie: Robert Vogel
- 1958: Fritz Habeck: Der Fremde jenseits des Flusses – Regie: Cläre Schimmel
- 1958: Edward Grierson: Die Dame in der schwarzen Robe – Regie: Cläre Schimmel
- 1958: Paul Hühnerfeld: Sein erster Prozeß – Regie: Cläre Schimmel
- 1958: Herbert Tjadens: Die nackten Tatsachen – Regie: Cläre Schimmel
- 1958: Werner Illing: Der Herr vom anderen Stern. Ein radiophonisches Musical – Regie: Werner Illing
- 1959: Franz Grillparzer: Des Meeres und der Liebe Wellen – Regie: Cläre Schimmel
- 1959: Paolo Levi: Station im Nebel – Regie: Cläre Schimmel
- 1959: George Bernard Shaw: Die heilige Johanna. Dramatische Chronik in sechs Szenen und einem Epilog – Regie: Cläre Schimmel
- 1960: Ed Bloodworth: Der blutrote Rubin – Regie: Oskar Nitschke
- 1960: Georges Bernanos: Die begnadete Angst – Regie: Cläre Schimmel
- 1960: Hans Friedrich Kühnelt: Ein Tag mit Edward – Regie: Wolfgang Spier
- 1961: Paul Buckingham: Die Frau im Fenster – Regie: Oskar Nitschke
- 1961: Francis Durbridge: Der Fall Greenfield – Regie: Oskar Nitschke
- 1961: Jean-Paul Sartre: Der Teufel und der liebe Gott – Bearbeitung und Regie: Hans Schalla
- 1962: Günter Eich: Omar und Omar – Regie: Otto Kurth
- 1962: Rudolf Frank: Die Schlacht bei Petritsch fand nicht statt – Regie: Julius Filip
- 1962: Sophokles: Antigone – Regie: Otto Kurth
- 1963: Denis Diderot: Jakob und sein Herr – Regie: Irmfried Wilimzig
- 1963: Ödön von Horváth: Die Unbekannte aus der Seine – Bearbeitung und Regie: Heinz von Cramer
- 1963: Aldous Huxley: Das Lächeln der Gioconda – Regie: Miklós Konkoly
- 1964: Lew Tolstoi: Auferstehung – Regie: Cläre Schimmel
- 1964: Henry Cecil: Schwarze Memoiren (6 Teile) – Regie: Paul Land
- 1964: Georg Kaiser: Die Bürger von Calais – Bearbeitung und Regie: Hans Lietzau
- 1965: Nâzim Hikmet: In jenem Jahr 1941 – Bearbeitung und Regie: Heinz von Cramer
- 1965: George Ross, Campbell Singer: Party im Zwielicht. Ein Kriminalstück – Regie: Paul Land
- 1965: Henry Cecil: Ein teurer Spaß – Regie: Oskar Nitschke
- 1966: Jens Rehn: Verrostete Sterne – Regie: Otto Kurth
- 1966: Jacques Fayet: Scharfe Schüsse – Regie: Andreas Weber-Schäfer
- 1967: Charles Maître: Die Erbschaft oder Der gute Onkel Albert – Regie: Otto Kurth
- 1967: Erasmus Schöfer: Humphrey Holliday – die Kunst des Jahrhunderts – Regie: Oswald Döpke
- 1968: Veijo Meri: Anna und Wassilij – Regie: Gustav Burmester
- 1968: Christiane Ehrhardt: Teures Glück – Regie: Otto Düben
- 1969: Eddie Maguire: Der grüne Krug – Regie: Karl Ebert
- 1970: Friedrich Hölderlin: Der Tod des Empedokles – Regie: Leopold Lindtberg
- 1971: Gerlind Reinshagen: Leben und Tod der Marilyn Monroe – Regie: Richard Hey
- 1974: Hans Christian Andersen: Die Glücksschuhe – Regie: Raoul Wolfgang Schnell
- 1975?: Albrecht Goes: Das Sankt Galler Spiel von der Kindheit Jesu – Regie: Hanns Korngiebel
- 1977: Alfred Behrens: Von sechs Uhr früh bis sieben Uhr abends. Hörspiel nach autobiographischen Aufzeichnungen von Arbeitern aus dem 19. Jahrhundert – Regie: Günter Bommert
- 1978: Henry Slesar: … dicker als Wasser – Regie: Claus Villinger
- 1978: Dylan Thomas: Rückreise – Regie: Willi Schmidt
- 1979: Gert Loschütz: Das sprechende Bild – Regie: Raoul Wolfgang Schnell
- 1979: Henry Slesar: Nach dem Urteil – Regie: Dieter Eppler